# Ricky Zoom
Ricky Zoom – serial animowany zrealizowany przez wytwórnię Entertainment One i Frog Box.

## Treść
Serial opowiada o przygodach czerwonego motocykla o imieniu Ricky Zoom, który wraz z rodziną i przyjaciółmi mieszka i pracuje w mieście zamieszkałym wyłącznie przez motocykle. 

## Oryginalny dubbing[1]
- Max Fincham jako Ricky Zoom
- Keith Wickham jako Pętla
- Finty Williams jako Scootio

## Wersja polska
Wersja polska: SDI MEDIA POLSKA dla TVP ABC

Reżyseria: Janusz Dąbrowski

Dialogi: Izabela Tereszczuk-Prusakowska

Wystąpili:
- Bartosz Czajkowski - Ricky Zoom
- Krzysztof Tymiński - Loop
- Katarzyna Wincza - Scootio
- Borys Wiciński - DJ

W pozostałych rolach:
- Małgorzata Pochera - Toot Zoom
- Grzegorz Pawlak - Maxwell
- Tomasz Błasiak - Steel Awesome
- Jakub Wieczorek - Hank Zoom
- Anna Sztejner - Helen Zoom
- Filip Rogowski - Blip Hoopla
- Janusz Wituch - Don Hoopla
- Elżbieta Jędrzejewska - Della
- Wojciech Chorąży - Jake
- Dariusz Odija - Oficer Bunker

Piosenkę czołówkową śpiewali: Janusz Kruciński, Krzysztof Tymiński, Borys Wiciński i Katarzyna Wincza
Lektor: Paweł Szymański

## Spis odcinków
| Tytuł polski                       | Tytuł angielski                            |
| ---------------------------------- | ------------------------------------------ |
| Wheelford Wheeler                  | The Wheelford Wheeler                      |
| Dostawca Blip                      | Blip Delivers                              |
| Nie ma się czego bać               | Tired and True                             |
| Niezdalny pilot                    | The Out of Controller                      |
| Ricky Gwiazdor                     | Starring Ricky                             |
| Ricky się trzęsie                  | Ricky Wobbles                              |
| Wzór dla Ricky’ego                 | Ricky’s Role Model                         |
| Odznaka dla Ricky’ego              | Ricky’s Rescue Coaching Badge              |
| Po prostu niesamowity              | Flat Out Awesome                           |
| Nowy motor w mieście               | New Bike on the Block                      |
| Ricky się toczy                    | Ricky’s on a Roll                          |
| Moto-Sprawiedliwość                | Two Wheel Justice                          |
| Ricky wygrywa konkurs              | Ricky Blows Away the Competition           |
| Co kryje się w pudełku?            | The Most Amazing Thing Ever Put in a Box   |
| Nowy sprzęt ratunkowy              | The New Rescue Tool                        |
| Siłacz DJ                          | Rock the Float                             |
| Scootio maluje linie               | Scootio Changes Lanes                      |
| Magnes Maxwella                    | Super Awesome Magnet                       |
| Kłopoty na szkolnym festiwalu      | Show and Tell Trouble                      |
| Przygoda ze śmieciami              | Ricky’s Litter Round Up                    |
| Problem na Windshield Point        | Problem at Windshield Point                |
| Niewidzialny przyjaciel Toot       | Toot’s Invisible Friend                    |
| Kapsuła czasu                      | Time Capsule                               |
| Super-bohaterka Bikely             | Mrs. Bikely Up All Nightly                 |
| Z bratem najlepiej                 | Ramp It Up                                 |
| Stopek i jego pomocnik             | The Crosswalk Helper                       |
| Kosmiczne Brum                     | Zoom Encounters                            |
| Loop bohaterem Wheelford           | Loop Hero of Wheelford                     |
| Mały Buster Bunker                 | Little Buster Bunker                       |
| Pomocnicy Maxwella                 | Maxwell Gets a Little Help                 |
| Święty Mikoła                      | SantaCycle Down                            |
| Ratujemy Pana Speedy’ego           | Saving Mr. Speedy                          |
| Toot i kółeczka                    | Toot & the Wheelies                        |
| Pokaz świateł                      | The Shining                                |
| Blip liderem                       | Blip in Charge                             |
| Trajki są super                    | Trike Trials                               |
| Zasady Ricky’ego                   | Ruled by Ricky                             |
| Rodzinny dzień sportu              | Family Sports Day                          |
| Mega wirujący skok                 | The Mega-Whirely-Leap                      |
| Steel Awesome ma pomocnika         | Steel Awesome Meets Vroomboy               |
| Fałszywy alarm                     | False Alarm                                |
| Ziumastyczna Ekipa                 | The Zoomtastic Gang                        |
| Prawdziwa Loopność                 | True Loopness                              |
| Dyspozytor Toot                    | Toot De Suite                              |
| Zamiana ról                        | Trading Places                             |
| Wheelo-ween                        | Wheelo-ween                                |
| Motobiwak Rajdowców                | The Ramp Camp Bikeout                      |
| W poszukiwaniu złotych biletów     | The Gold Ticket Rush                       |
| Nagły zwrot akcji                  | Ricky’s in a Twist                         |
| ReperoBopsy                        | RepairBops                                 |
| Mniej znaczy więcej                | Slippy Street                              |
| Super Szybkie Dostawy Moto Ferajny | Bike Buddies Super Speedy Delivery Service |